# (19998) Binoche
(19998) Binoche ist ein Asteroid des mittleren Hauptgürtels, einem Asteroidenfeld zwischen Mars und Jupiter. Der Asteroid wurde am 18. November 1990 von dem belgischen Astronomen Eric Walter Elst am La-Silla-Observatorium der Europäischen Südsternwarte in Chile (IAU-Code 809) entdeckt.
Der mittlere Durchmesser des Asteroiden wurde mithilfe des Wide-Field Infrared Survey Explorers (WISE) grob mit 4,127 (±0,610) km berechnet, die Albedo ebenfalls grob mit 0,261 (± 0,153). Nach der SMASS-Klassifikation (Small Main-Belt Asteroid Spectroscopic Survey) wurde bei einer spektroskopischen Untersuchung von Gianluca Masi, Sergio Foglia und Richard P. Binzel bei einer Unterteilung aller untersuchten Asteroiden in C-, S- und V-Typen (19998) Binoche den C-Asteroiden zugeordnet.
Die Rotationsperiode des Asteroiden wurde 2009 und 2021 von Brian D. Warner untersucht sowie 2020 von András Pál, Róbert Szakáts, Attila Bódi et al. Die Lichtkurven reichten jedoch nicht zu einer Bestimmung aus.
Der Asteroid gehört zur Gefion-Familie, einer Gruppe von Asteroiden des mittleren Hauptgürtels, die nach (1272) Gefion benannt wurde. Früher wurde die Gruppe auch als Ceres-Familie bezeichnet (nach (1) Ceres, Vincenzo Zappalà 1995) und Minerva-Familie (nach (93) Minerva, AstDyS-2-Datenbank). Die zeitlosen (nichtoskulierenden) Bahnelemente von (19998) Binoche sind fast identisch mit denjenigen von fünf kleineren (wenn man von der absoluten Helligkeit von 15,72, 15,96, 15,49, 15,96 und 16,90 gegenüber 14,20 ausgeht) Asteroiden: (147315) 2003 BK2, (190392) 1999 TL82, (239463) 2007 TX316, (345019) 2006 JC26 und (402281) 2005 SC118.
(19998) Binoche wurde am 28. November 2010 nach der französischen Schauspielerin Juliette Binoche (* 1964) benannt. In der Widmung besonders hervorgehoben wurde ihr Auftritt in dem Film Die unerträgliche Leichtigkeit des Seins von 1988. Als Inspiration zur Benennung diente Eric Walter Elst die Ausgabe #19998 der französischen Modezeitschrift Madame Figaro, die Juliette Binoche auf dem Titelblatt hatte.